# Ugrofinské jazyky
Ugrofinské jazyky tvoří společně se samojedskými jazyky uralskou jazykovou rodinu. Přestože se jimi mluví na rozlehlých plochách Eurasie, nepatří do rodiny indoevropských jazyků.
Termín „ugrofinské“ je však dnes považován za sporný, neboť někteří lingvisté mají za to, že obě podskupiny ugrofinských jazyků, tj. finsko-permské jazyky a ugrické jazyky k sobě mají zhruba stejně daleko, jako k nim má jiná skupina uralských jazyků, jazyky samojedské. Občas se termín „ugrofinské jazyky“ používá též pro celou uralskou jazykovou rodinu.
Ugrofinské jazyky mají kolem 22 milionů mluvčích, a to zejména ve východní, severní a střední Evropě a na západní Sibiři.

## Klasifikace
- Ugrické jazyky
  - Maďarské
    - Maďarština

  - Obsko-ugrické
    - Chantyjština (osťáčtina)
    - Mansijština (vogulština)
- Finsko-permské jazyky
  - Permské
    - Komijské
      - Komi (zyrjanština, komi-zyrjanština)
      - Komi-permjačtina
      - Komi-jazvanština (jazvanština, východní permjačtina)

    - Udmurtština (voťáčtina)

  - Finsko-volžské jazyky (finsko-marijské)
    - Marijské
      - Marijština (čeremiština)

    - Mordvinské
      - Erzja
      - Mokša

    - Vymřelé finsko-volžské jazyky s nejistým zařazením
      - † Merja
      - † Muromština
      - † Meščerština

    - Finsko-laponské jazyky (finsko-sámské)
      - Sámské jazyky (laponské)
        - Západosámské
          - Jižní sámština
          - Umejská sámština – téměř vymřelá
          - Lulejská sámština
          - Pitejská sámština – téměř vymřelá
          - Severní sámština

        - Východosámské
          - † Kemijská sámština – vymřelá
          - Inarijská sámština
          - † Akkalská sámština (babinská) - poslední mluvčí zemřela 29. 12. 2003
          - Kildinská sámština
          - Skoltská sámština
          - Terská sámština – téměř vymřelá

      - Baltofinské jazyky
        - Estonština
          - Estonština
          - Jižní estonština
            - Võruština
            - Setučtina (seto)

        - Finské
          - Finština
          - Meänkieli
          - Kvenština
          - Ingrijská finština

        - Ižorština (ingrijština) – téměř vymřelá
        - Karelské
          - Karelština
          - Ludičtina (lydština, lüdština)
          - Livvi (aunuská karelština, oloněcká karelština, oloněčtina)

        - Livonština
        - Vepština
        - Votština – téměř vymřelá

### Ugrické jazyky
Ugrická skupina je početně malá. Jazykem s největším počtem mluvčích této skupiny je maďarština.

### Finské jazyky
Skupina finských jazyků je poměrně početná, ve většině případů se však jedná o jazyky s velmi malým počtem mluvčích. Finština (přes 5 milionů mluvčích) a estonština (přes 1 milion mluvčích) jsou jediné dva jazyky této skupiny, jimiž hovoří mluvčí na vlastním státním území. Dalšími významnými jazyky jsou karelština na území Karelské republiky (finsky a karelsky Karjala) a úřední jazyky republik Ruské federace komijština, udmurtština, marijština a mordvinština.

### Další jazyky
Jsou jimi laponské jazyky v severní Evropě na územích Finska, Švédska, Norska a Ruska a mnoho dalších jazyků, užívaných zejména na rozsáhlých územích bývalého Sovětského svazu, jimž nebyl přiznán status jazyků úředních či jazyků školní výuky. V mnoha případech jsou tyto jazyky ohrožené a jejich používání postupně zaniká společně se stárnoucí populací mluvčích a ztrátou prestiže ve střetu s ruštinou.

## Srovnání ugrofinských pádů
(maďarské pády jsou uvedeny pod jejich označením, odpovídají však formálně mnohdy jinak označeným pádům estonským a finským).
| Ugrofinské pády |             |             |              |                     |                      |               |                |
|                 | Maďarština: | Maďarština: | Maďarština:  | Estonština:         | Estonština:          | Estonština:   | Finština:      |
| Pád:            | Koncovka:   |             |              | Koncovka singuláru: | Koncovka plurálu:    | [*] dle vzoru | Koncovka:      |
| nominativ       | -           |             |              | -, -s, -i           | -d                   |               | -              |
| (vokativ)       | (-!)        |             |              | (-!)                | (-!)                 |               | (-!)           |
| akuzativ        | -t          |             |              | -                   | -                    |               | -n/--/-t       |
| kauzál-finál    | -ért        |             |              | -                   | -                    |               | -              |
| genitiv         | -nak / -nek |             |              | -                   | -de, -te, -e         |               | -n             |
| dativ           | -nak / -nek |             |              | -                   | -de, -te, -e         |               | -n             |
| terminativ      | -ig         |             |              | -ni                 | -[*]ni               |               |                |
| lokál vnitřní   | -ba / -be   | -ban / -ben | -ból / -ből  |                     |                      |               |                |
| lokál povrchový | -ra / -re   | -on / -en   | -ról / -ről  |                     |                      |               |                |
| lokál přibližný | -hoz / -hez | -nál / -nél | -tól / - től |                     |                      |               |                |
| lokál časový    | -kor        |             |              |                     |                      |               |                |
| instrumentál    | -val / -vel |             |              |                     |                      |               |                |
| translativ      | -vá / -vé   |             |              | -ks                 | -[*]ks               |               | -ksi           |
| essiv           |             |             |              | -na                 | -[*]na               |               | -na/-nä        |
| essiv formální  | -ként       |             |              |                     |                      |               |                |
| essiv modální   | -ul / -ül   |             |              |                     |                      |               |                |
| partitiv        |             |             |              | -, -d, -t, -st, -da | e, -i, -u, -id, -sid |               | -a/-ä, -ta/-tä |
| inessiv         |             |             |              | -s                  | -[*]s                |               | -ssa/-ssä      |
| elativ          |             |             |              | -st                 | -[*]st               |               | -sta/-stä      |
| illativ         |             |             |              | -, -sse, -de, -h-   | -[*]sse              |               | -Vn/-seen      |
| adessiv         |             |             |              | -l                  | -[*]l                |               | -lla/-llä      |
| ablativ         |             |             |              | -lt                 | -[*]lt               |               | -lta/ltä       |
| allativ         |             |             |              | -le                 | -[*]le               |               | -lle           |
| abessiv         |             |             |              | -ta                 | -[*]ta               |               | -tta/-ttä      |
| komitativ       |             |             |              | -ga                 | -[*]ga               |               | (-ineen)       |
| instruktiv      |             |             |              |                     |                      |               | (-an/-aen)     |

Vývoj pádů od praindoevropštiny k češtině (flexivní jazyky) byl jiný než u ugrofinských jazyků (aglutinační jazyky):
| Zájmena v češtině |          |      |           |      |      |     |      |           |           |           |
| nominativ         | já       | my   | ty        | vy   | on   | ona | ono  | oni       | ony       | ona       |
| vokativ           |          | my!  | ty!       | vy!  | on   | ona | ono  | oni       | ony       | ona       |
| akuzativ          | mě (mne) | nás  | tě (tebe) | vás  | jeho | ji  | jeho | je (jich) | je (jich) | je (jich) |
| genitiv           | mě (mne) | nás  | tě (tebe) | vás  | něho | ní  | něho | nich      | nich      | nich      |
| lokativ           | mně      | nás  | tobě      | vás  | něm  | ní  | něm  | nich      | nich      | nich      |
| dativ             | mně      | nám  | tobě      | vám  | němu | jí  | jemu | jim (nim) | jim (nim) | jim (nim) |
| instrumentál      | mnou     | námi | tebou     | vámi | ním  | ní  | jím  | nimi      | nimi      | nima      |
| translativ        | mnou     | námi | tebou     | vámi | ním  | ní  | jím  | nimi      | nimi      | nima      |

| Řazení českých pádů (zohledňující vývoj od praindoevropštiny): rod střední, číslo jednotné: |           |       |         |          |
| nominativ                                                                                   | město     | moře  | kuře    | stavení  |
| vokativ                                                                                     | město!    | moře! | kuře!   | stavení! |
| akuzativ                                                                                    | město     | moře  | kuře    | stavení  |
| genitiv                                                                                     | města     | moře  | kuřete  | stavení  |
| lokativ                                                                                     | městu, -ě | moři  | kuřeti  | stavení  |
| dativ                                                                                       | městu     | moři  | kuřeti  | stavení  |
| instrumentál                                                                                | městem    | mořem | kuřetem | stavením |
| translativ (stát se..)                                                                      | městem    | mořem | kuřetem | stavením |

| Řazení německých členů (zohledňující vývoj od praindoevropštiny): |        |        |         |        |
| Člen určitý                                                       | Mužský | Ženský | Střední | Množné |
| 1.                                                                | Der    | Die    | Das     | Die    |
| 4.                                                                | Den    | Die    | Das     | Die    |
| 2.                                                                | Des    | Der    | Des     | Der    |
| 3.                                                                | Dem    | Der    | Dem     | Den    |
| Člen neurčitý                                                     | Mužský | Ženský | Střední |        |
| 1.                                                                | Ein    | Eine   | Ein     |        |
| 4.                                                                | Einen  | Eine   | Ein     |        |
| 2.                                                                | Eines  | Einer  | Eines   |        |
| 3.                                                                | Einem  | Einer  | Einem   |        |

Předpokládá se, že prastarý jazyk, z kterého se vyvinuly dnešní evropské a indické jazyky, měl řadu vymožeností. Maďarština, estonština a finština jsou jazyky ugrofinské, jejich předci přišli ke konci stěhování národů (po r. 910) z východu a podmanili si většinu okolního evropského (slovanského, germánského) obyvatelstva, kterému vtiskli též jazyk. Až na výjimky jsou tedy jazyky v Evropě původu praindoevropského.
Tato praindoevropština měla 9 pádů, které se do dnešních dob redukovaly. V cikánštině zůstal dochován 8. pád ablativ, v angličtině pády zanikly (vyjadřují se pouze předložkami), ale dochoval se v ní zase vypracovaný systém praindoevropských časů (nevýhodou angličtiny je konzervativní způsob zápisu - psaní slov, i když mluvené slovo se vyvíjí dál.). Ve slovanských jazycích, zvláště ve slovinštině, se dochoval duál, tzv. číslo dvojné, kterým jsou označovány dvě věci. Koncovky nominativu byly obvykle pro jednu věc (jednotné č.) „-o, -a“, pro dvě věci (dvojné č.) „-e“ a pro tři a více věcí (množné číslo) „-y/-i“, ale nemusí to být pravidlo.
Příklady duálu – čísla dvojného v češtině:
1 oko, 2 oči, 3 oka; 1 ucho, 2 uši, 3 ucha; 1 ruka, 2 ruce, 3 ruky; 1 na oku, 2 na očích, 3 na okách; 1 na uchu, 2 na uších, 3 na uchách; 1 na ruce, 2 na rukou, 3 na rukách; 1 na noze, 2 na nohou, 3 na nohách apod.
V polštině, a zvláště v češtině, je dochován 5. pád (oslovujeme, voláme). Navíc Slované vyjadřují vid dokonavý (děj je dokončen) a vid nedokonavý (děj není ukončen a trvá). Rod trpný (vezen, nesen) a rod činný (veze, nese), jiné vymoženosti zastarávají (u/dělající; u/dělajíc, u/dělajíce; u/dělav, u/dělavše; jsa, jsouc; byv, byvše atd.).
Ještě dnes lze vystopovat podobnost a příbuznost mezi tvary pádů jednotlivých zájmen, podstatných a přídavných jmen (v češtině, ruštině, němčině, latině, praslovanštině…)  – viz tabulky. Byl-li někdy někde nějaký prvotní jazyk anebo jazyky v dávnověku, možná to byla dokonalá řeč a naše jazyky jsou toho důkazem ještě v současnosti. Ale spíše to byly pouho pouhé skřeky a zvuky, které před -302.000 lety naši předci v Africe vyluzovali.